# Bahnen der Stadt Monheim

Historisches Logo von 2018

Die Bahnen der Stadt Monheim GmbH (BSM) ist ein Eisenbahninfrastrukturunternehmen im Bereich der Stadt Monheim am Rhein sowie ein Busbetrieb mit 30 Omnibussen. Sie ist Mitglied im Verkehrsverbund Rhein-Ruhr und im Verkehrsverbund Rhein-Sieg.

## Geschichte

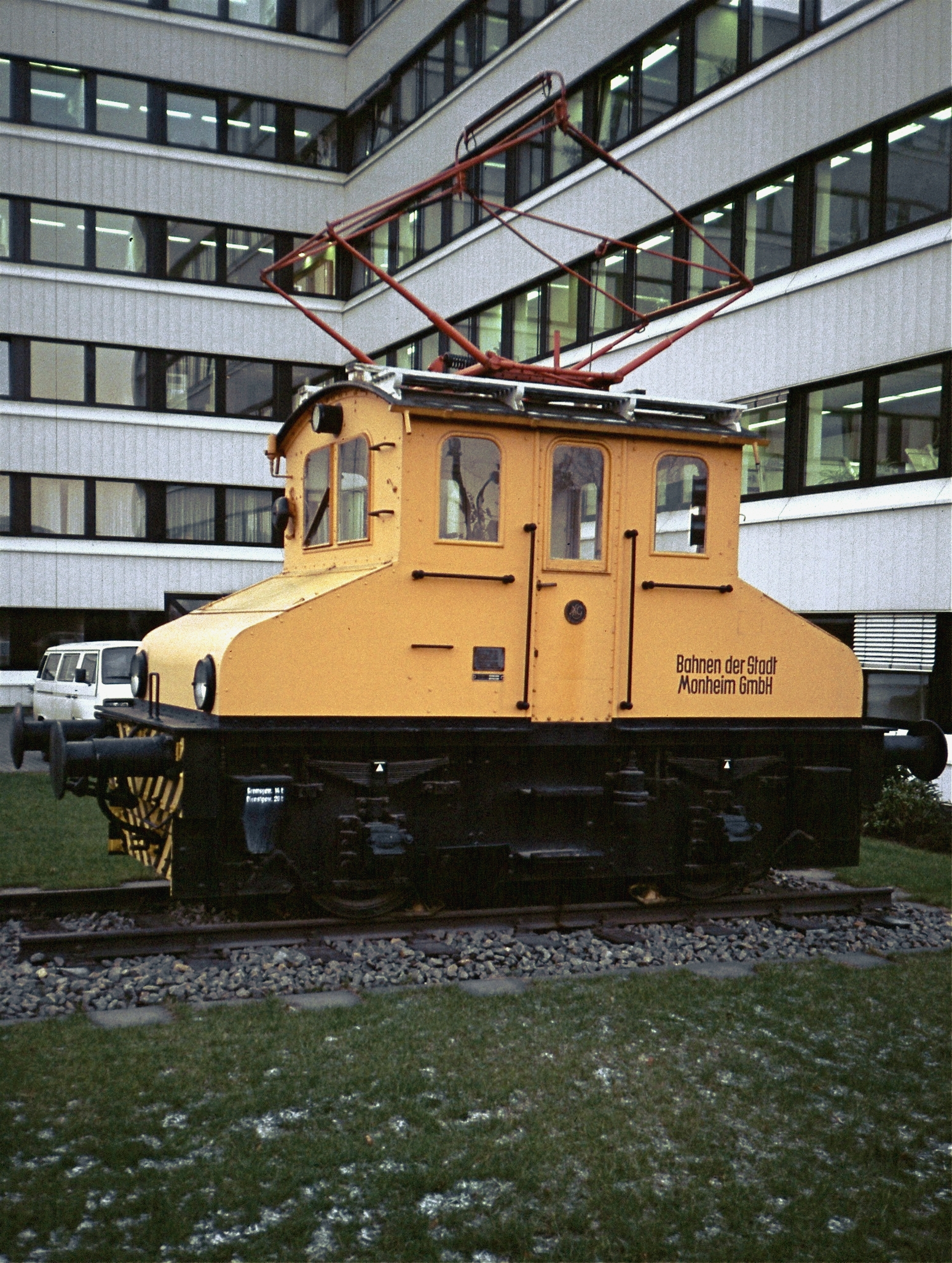
Lok 1 als Denkmal in Berlin, 1988

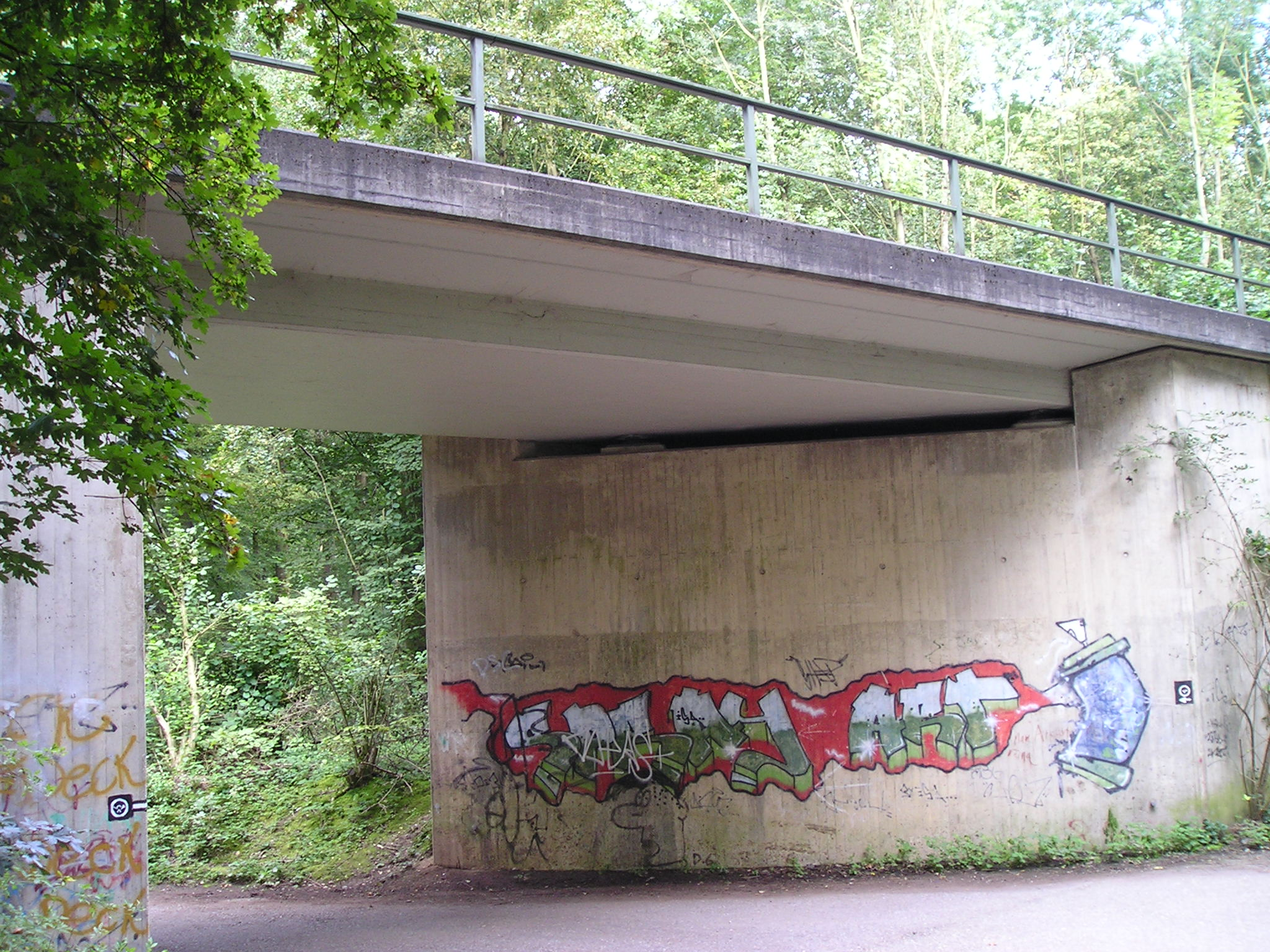
Bahnbrücke der Monheimer Bahn

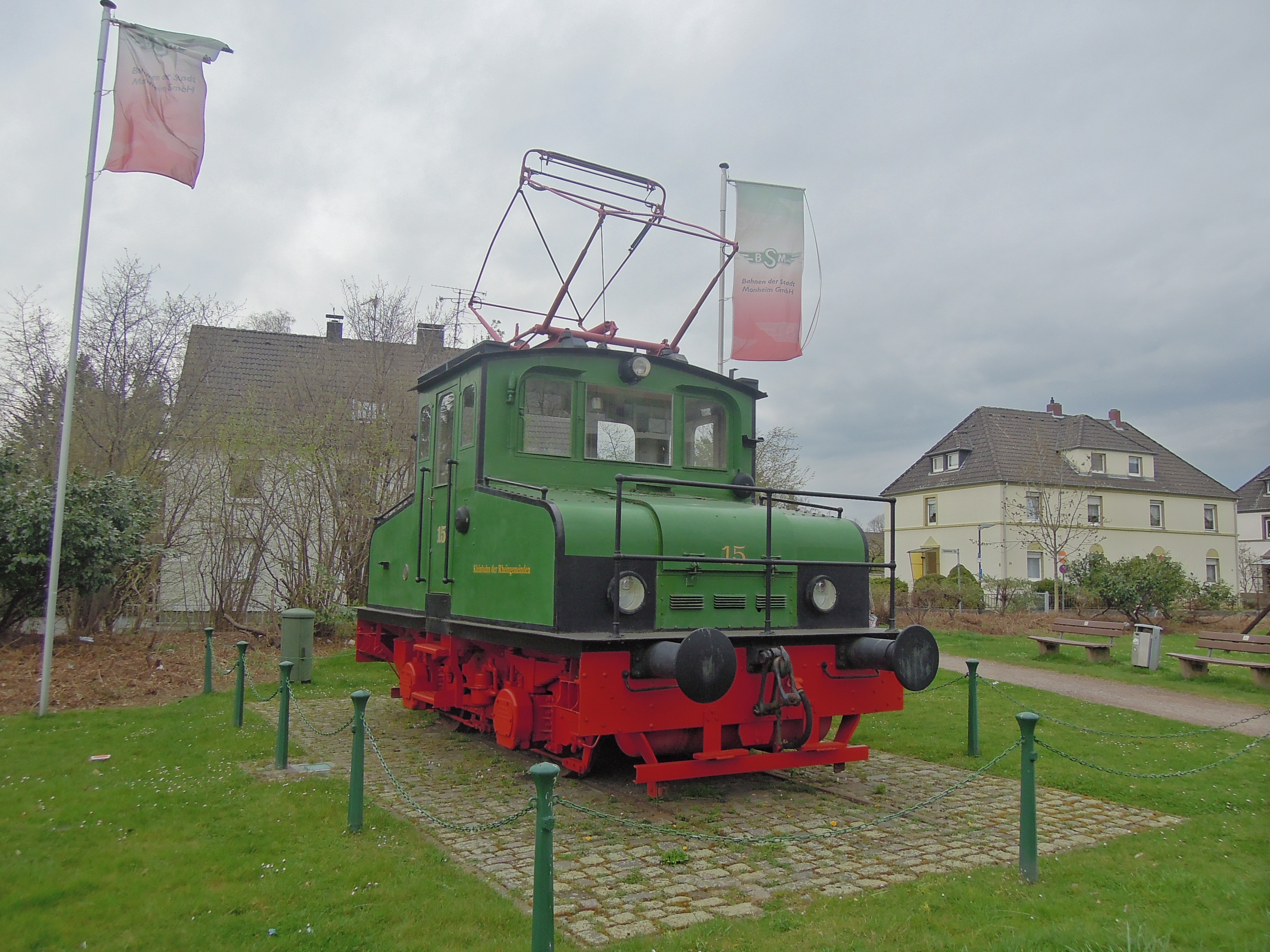
Lok 15 als Denkmal in der Innenstadt von Monheim

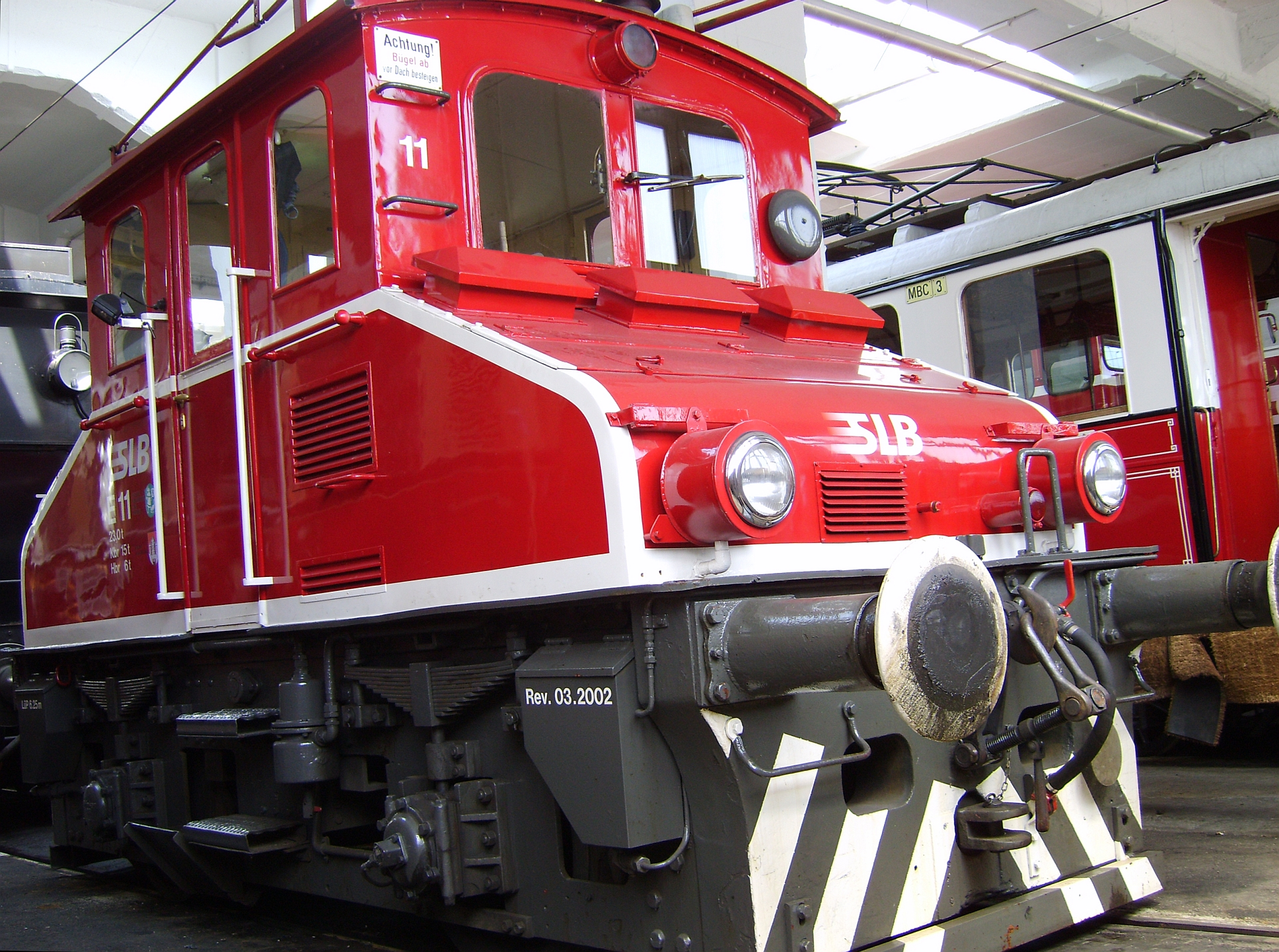
Ehemalige Lok 14 bei den SLB in Salzburg

Die Verbindung Monheim–Langenfeld wurde ab 1904 zunächst durch die Gleislose Bahn Monheim–Langenfeld, einen frühen Oberleitungsbus-Betrieb, bedient. Schon 1908 wurde dieser schließlich durch eine normalspurige Eisenbahnstrecke ersetzt, die Kleinbahn Langenfeld-Monheim-Hitdorf. Die Gesellschaft wurde als GmbH geführt, Gesellschafter waren die Gemeinden Monheim, Hitdorf, und Rheindorf. Von 1908 bis 1963 betrieb sie die Strecken Langenfeld–Monheim–Hitdorf–Rheindorf und Monheim–Baumberg. Ab 1. Januar 1963 firmierte sie unter dem Namen Bahnen der Stadt Monheim. Gesellschafter waren seitdem die Städte Monheim und Leverkusen. Die Betriebsführung lag bis 1963 bei der RWE, seit 1963 wurde der Betrieb als Eigenbetrieb der Stadt Monheim durchgeführt. In den Jahren 1962/1963 wurde der Personenverkehr komplett auf Busse umgestellt; 1979 wurde der mit 800 V Gleichspannung elektrifizierte Betrieb mit Lokomotiven aus den 1920er Jahren beendet. Gleichzeitig wurde mit dem Bau von Umgehungsstrecken begonnen, da bis dahin die Strecke durch die Monheimer Innenstadt führte. Seitdem wurde der Betrieb komplett mit Dieselloks abgewickelt, von denen zuletzt drei im Einsatz waren.
1984 wurde ein neuer Betriebshof im Industriegebiet an der Daimlerstraße fertiggestellt.
Die äußeren Streckenäste zu den Orten Hitdorf, Rheindorf und Baumberg wurden am 17. Januar 1986 mangels Verkehrsaufkommens aufgegeben und abgebaut.
Zurzeit besteht ein rund 9,2 Kilometer langes Eisenbahnnetz, welches nur für den Güterverkehr genutzt wird. Für Sonderfahrten wurde aber auch Personenverkehr angeboten.
Seit 1987 gehört das Tarifgebiet von Monheim am Rhein auch zum Verkehrsverbund Rhein-Sieg (VRS), an dem die Bahnen der Stadt Monheim beteiligt sind.
Zum Jahresende 2014 hat das Unternehmen den Betrieb als Eisenbahnverkehrsunternehmen wegen des seit 1987 anfallenden jährlichen Defizits und des gestiegenen Risikos aufgegeben. Der Betrieb der Eisenbahninfrastruktur ist davon nicht betroffen. Die drei Dieselloks wurden verkauft.
Der Eisenbahntransport auf Monheims Schienen wird durch das Unternehmen Railflex übernommen.
Kostenvorteile bei der Beschaffung neuer Omnibusse realisieren die Bahnen der Stadt Monheim seit dem Jahr 2000 durch eine Mitgliedschaft in der „Kooperation Östliches Ruhrgebiet“ (KÖR). 2017 wurden mit 31 Bussen 5,6 Mio. Fahrgäste befördert. 2012 wurde an vielen Bushaltestellen im Monheimer Stadtgebiet ein dynamisches Fahrgastinformationssystem mit Anzeigetafeln installiert. 2013 investierte das Unternehmen in den Omnibussen 1,5 Mio. Euro in das elektronische Kontrollsystem für den Einstieg.
Bis zum Jahresende 2018 war eine Aufstockung der Busflotte von 30 (Ende 2017) auf 43 Fahrzeuge geplant.

## Buslinien der BSM
Die Bahnen der Stadt Monheim bedienen den Personenverkehr heute mit neun Buslinien, wovon alle, bis auf die Schnellbuslinie 59, die ganze Woche über verkehren:
Stand: 28. April 2025
| Linie | Linienweg | Bemerkung/Takt Mo–Fr/Sa/So |
| ----- | --- | --- |
| 777   | Langenfeld-Richrath, Götsche – Schneiderstraße – Stadtgalerie – Berghausen S – Monheim-Baumberg – Ludwig-Richter-Weg – Monheim Mitte                                                        | 20/20/60 min. Betrieb zusammen mit der Rheinbahn |
| 788   | D-Benrath, Paulsmühle – D-Benrath Bahnhof – Urdenbach Tübinger Straße – Haus Bürgel – Monheim-Baumberg – Monheim Mitte                                                                      | 20/20/30 min., Betrieb zusammen mit der Rheinbahn |
| 789   | D-Holthausen, Am Falder – Holthausen – Reisholz, Pfeiler – D-Benrath Bahnhof – D-Garath S West – D-Hellerhof S – Monheim-Baumberg, Holzweg – Rheinpark – Monheim Mitte – Monheim, Mona Mare | 20/20/30 min., Abschnitt Hellerhof S – Monheim Mitte 10/10/15, alle 20 min weiter als SB33, Betrieb zusammen mit der Rheinbahn                                                     |
| 790   | Langenfeld-Richrath, Götsche – Langenfeld-Richrath, Bahnübergang – Langenfeld S – Monheim Mitte – Kulturzentrum – Monheim, Mona Mare                                                        | 20–60/60/60 min., Abschnitt Monheim – Langenfeld S 20/20/30, Mo–Sa zwischen Langenfeld S – Monheim Mitte im 10-Minuten-Takt zusammen mit Linie 791, Betrieb zusammen mit Rheinbahn |
| 791   | Solingen Hbf – Langenfeld, Schneiderstraße – Stadtgalerie – Langenfeld S – Monheim Mitte | 20/30/30 min., Mo–Sa zwischen Langenfeld S – Monheim Mitte im 10-Minuten-Takt zusammen mit Linie 790; Betrieb zusammen mit der Rheinbahn                                           |
| A 01  | Monheim Mitte – Altstadt – Monheim Mitte (fährt mit autonom fahrenden Elektrokleinbussen)                                                                                                   | 15/15/15 min. |
| SB 23 | Monheim, Ludwig Richter Weg – Monheim Mitte – Kulturzentrum – Monheim-Blee – Leverkusen-Hitdorf – Leverkusen Mitte Bahnhof                                                                  | 20/30/30 min., Betrieb zusammen mit Wupsi |
| SB 33 | Monheim Mitte – Landwirtschaftszentrum (– Leverkusen Mitte Bahnhof) | 20/20/20 min, nur zur HVZ nach Leverkusen |
| SB 59 | Langenfeld S – Monheim, Landwirtschaftszentrum – Creative Campus – Monheim Mitte – Baumberg – D-Benrath S                                                                                   | 20/–/– min., Betrieb zusammen mit der Rheinbahn |

Bis zum 21. August 2024 fuhren ausschließlich in Monheim am Wochenende zusätzlich drei Nah-Express-Linien als Verstärker. In die durch den Rhein getrennte Nachbarstadt Köln gibt es keine Buslinie, da keine Brücke vorhanden ist. Busse nach Düsseldorf enden in Außengebieten (Benrath bzw. Hellerhof), nur in Solingen Hbf wird eine direkte Anbindung an den dort haltenden Teil der Fernverkehrszüge hergestellt.

## Busbahnhof Monheim Mitte
Die zentrale Umsteigeanlage zwischen den Buslinien ist der Busbahnhof Monheim, der sich in
der Altstadt am Rathausplatz befindet. Dort verkehren als einzige Haltestelle alle Monheimer Buslinien. Der Busbahnhof besitzt eine Längsparallelform, die wie ein Ei an die Straße angefügt ist und liegt etwa 3,7 km westlich des Bahnhofs Langenfeld.

## Eingesetzte Lokomotiven

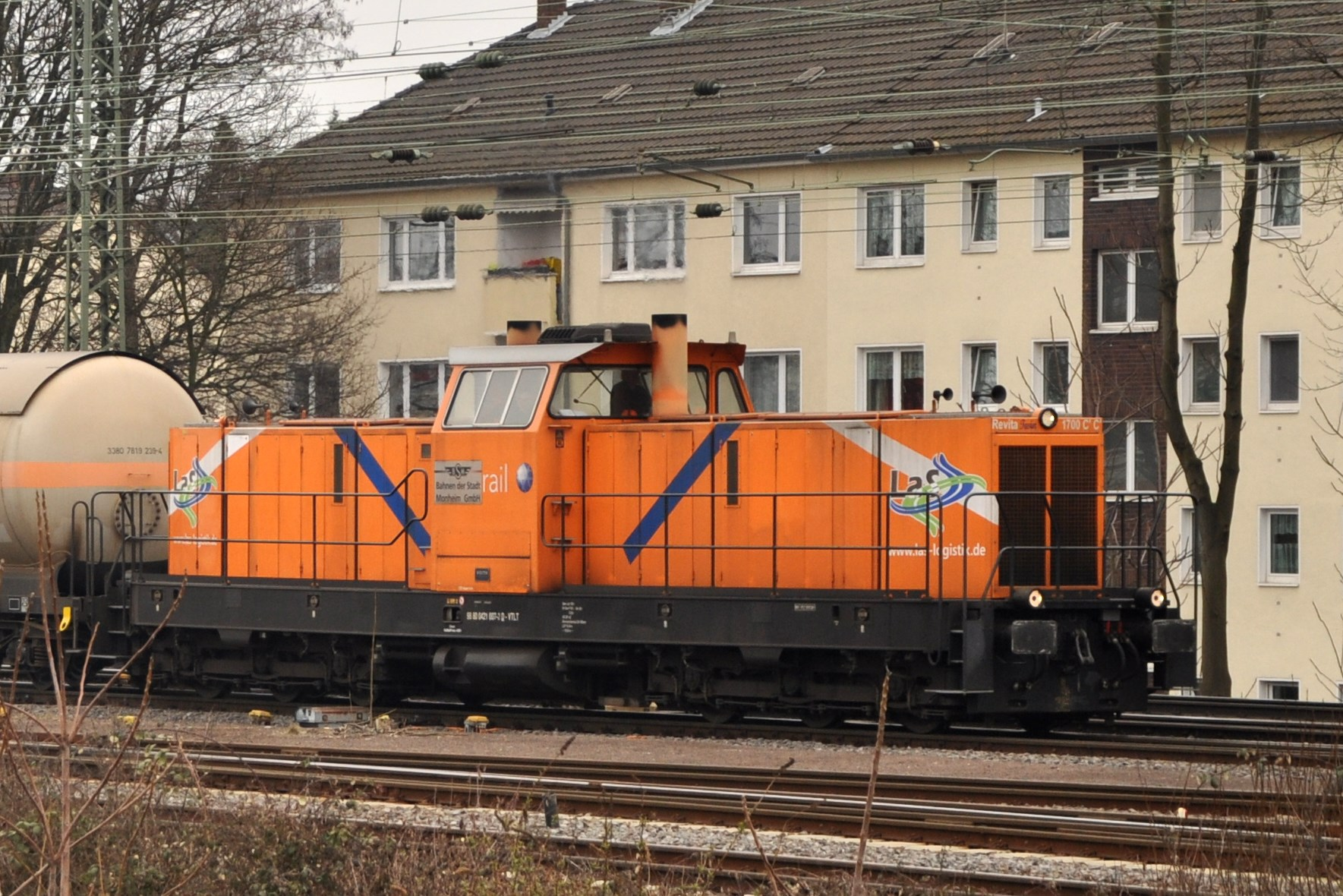
Voith Revita im Einsatz für die Bahnen der Stadt Monheim

Zum Zeitpunkt der Einstellung des elektrischen Betriebes standen drei AEG-Lokomotiven zur Verfügung. In der Bauart ähnlich waren sich die aus der Anfangszeit der Bahn stammende LMH 1 (AEG 685/1908) und die 1916 von der Kleinbahn Siegburg–Zündorf übernommene BSM 14 (AEG 1570/1913). Eine gute Dekade jünger war LMH 15 (AEG 4029/1928) die in Monheim als Denkmal erhalten blieb. Auch BSM 1 wurde zunächst Denkmal bei der AEG in Berlin, soll aber um 1999 verschrottet worden sein. BSM 14 gelangte nach ihrer Außerdienststellung zur Salzburger Lokalbahn und als SVB E 11 wieder in Betrieb. 2024 kam sie nach Leverkusen zurück und soll dort museal aufgestellt werden.
Zuletzt verfügten die Bahnen der Stadt Monheim über drei Diesellokomotiven: Zwei Fabrikate des Typs MC 700 N von O&K, die 1979 an die BSM geliefert wurden und die Namen Max und Moritz tragen, sowie eine Rangierlokomotive des Typs Köf III, welche im Dezember des Jahres 2005 von der Deutschen Bahn erworben wurde.
Von 2012 bis 2013 setzten die Bahnen der Stadt Monheim eine angemietete Lokomotive des Typs Voith Revita Twin 1700 CC ein.
Die beiden Diesellokomotiven Max und Moritz wurden neben dem Einsatz auf den betriebseigenen Strecken mangels Auslastung zu weiteren Aufgaben, wie dem Rangier- und Bereitstellungsdienst für DB AutoZug am Düsseldorfer Hauptbahnhof bis Oktober 2014 und der Bedienung weiterer Werksanschlüsse im Düsseldorfer Raum, verwendet.
Seit der Einstellung des eigenen Güterverkehrs zum Jahresende 2014 wurden die drei Lokomotiven nicht mehr benötigt und wurden daher verkauft. Die Diesellok Max wurde 2014 verkauft,
Moritz, Baujahr 1979, im September 2015 an Siemens in Krefeld-Uerdingen. Die Köf III und der Gerätewaggon gingen 2016 an die Regiobahn in Mettmann.